# Багана (вулкан)
Багана — вулкан, расположен на острове Бугенвиль, входящий в состав одноимённой провинции, в Папуа — Новая Гвинея.
Багана имеет форму шлакового конуса, высотой 1855 метров. Находится западнее вулкана Билли-Митчелл. Является молодым активным вулканом и непрерывно извергается, начиная с XVIII века. Извержения состоят из лавовых и пирокластических потоков. Содержат андезиты. Современный лавовый конус образовался около 300 лет назад. У подножия вулкана активные горячие источники. Характер извержений может иметь как взрывной характер, так и спокойный и излияниями густых и вязких лав по склонам вулкана, расстояние которых достигает 3 километров.
23 декабря 2008 года в 32 километрах к западу от вулкана произошло землетрясение магнитудой 6,2. Начиная с 1842 года вулкан давал о себе знать более 30 раз. Последний выброс вулканического пепла вулкана произошёл в период 1—7 августа 2012 года и достиг высоты 3000 метров, шлейф пепла проследовал на северо-запад от вулкана, преодолев расстояние в 37 километров.